# Heilgeiststraße 2/3 (Stralsund)

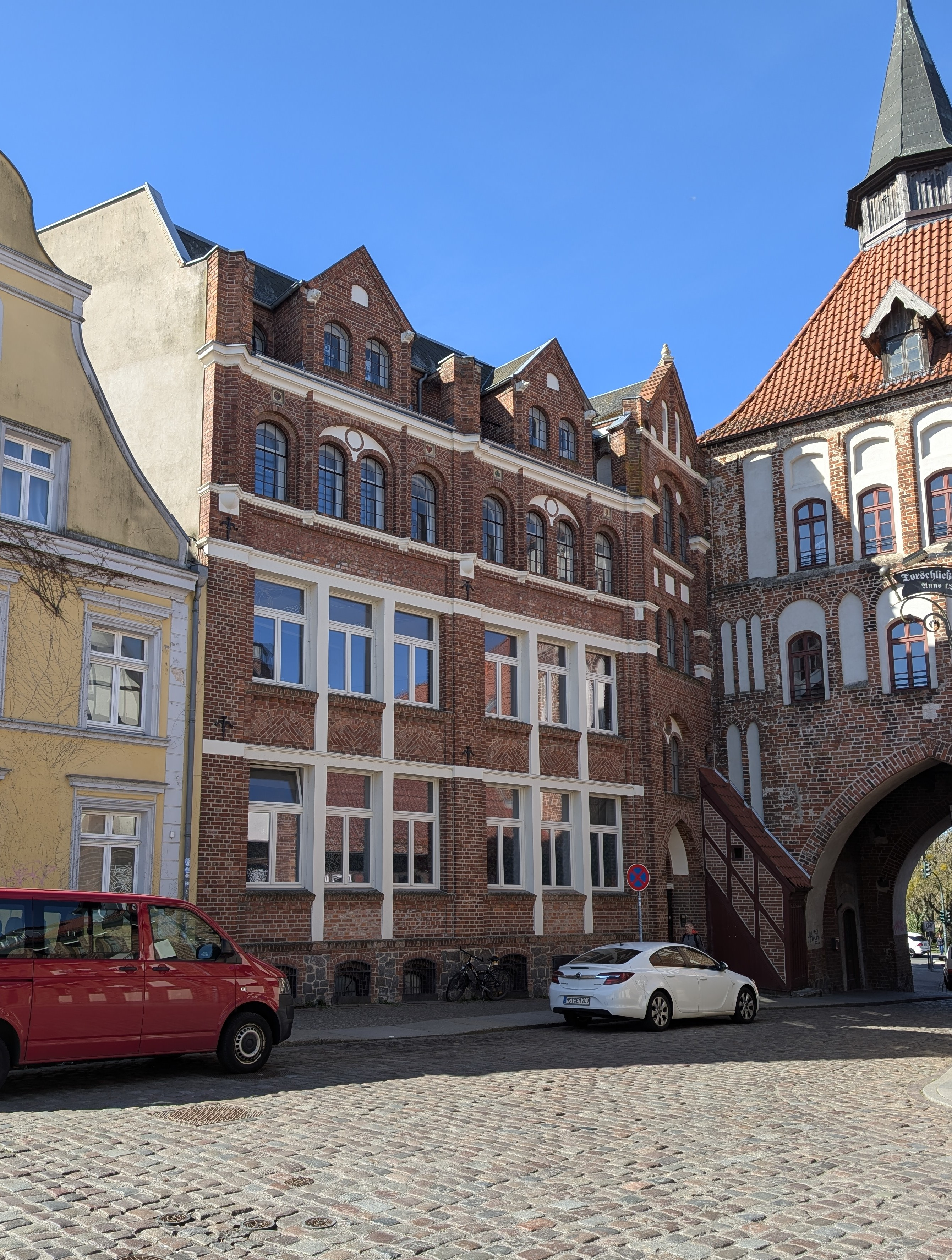
Heilgeiststraße 2/3 (2025)

Das Gebäude mit der postalischen Adresse Heilgeiststraße 2/3 ist ein denkmalgeschütztes Bauwerk in der Heilgeiststraße in Stralsund, direkt am Kütertor. Der dreigeschossige Backsteinbau, dessen westliche Portalachse viergeschossig und übergiebelt ausgeführt ist, wurde in den Jahren 1909 bis 1911 errichtet.
Der dreigeschossige, östliche Gebäudeteil weist identisch gestaltete Hälften auf. Die Fenster im Erdgeschoss und im ersten Obergeschoss sind rechteckig, die Fenster im zweiten Obergeschoss mit Rundbogen versehen. Zwei Zwerchhäuser krönen diesen Gebäudeteil. Die Portalachse ist von einem Dreiecksgiebel bekrönt.
Das Gebäude wurde als Teil der Stralsunder Spielkartenfabriken errichtet und genutzt. Später war hier ein Standort der Ostsee-Zeitung. Aktuell plant der islamische Verein Weimar Institut, in dem Gebäude auf vier Etagen Platz für ein Café, Seminare, Ausstellungen und einen Gebetsraum zu schaffen.
Das Haus liegt im Kerngebiet des von der UNESCO als Weltkulturerbe anerkannten Stadtgebietes des Kulturgutes „Historische Altstädte Stralsund und Wismar“. In die Liste der Baudenkmale in Stralsund ist es mit der Nummer 321 eingetragen.